# Enicospilus interruptus
Enicospilus interruptus är en stekelart som först beskrevs av Szepligeti 1906.  Enicospilus interruptus ingår i släktet Enicospilus och familjen brokparasitsteklar. Inga underarter finns listade i Catalogue of Life.